# Монте-Віста (Колорадо)
Монте-Віста (англ. Monte Vista) — місто (англ. city) в США, в окрузі Ріо-Гранде штату Колорадо. Населення — 4247 осіб (2020).

## Географія
Монте-Віста розташований за координатами 37°34′43″ пн. ш. 106°9′2″ зх. д. / 37.57861° пн. ш. 106.15056° зх. д. (37.578541, -106.150630).  За даними Бюро перепису населення США в 2010 році місто мало площу 6,76 км², з яких 6,72 км² — суходіл та 0,05 км² — водойми.

## Демографія
Згідно з переписом 2010 року, у місті мешкали 4444 особи в 1774 домогосподарствах у складі 1173 родин. Густота населення становила 657 осіб/км².  Було 1960 помешкань (290/км²).
Расовий склад населення:
| - 68,3 % — білих - 1,9 % — корінних американців - 0,4 % — чорних або афроамериканців - 0,3 % — азіатів - 25,0 % — осіб інших рас |

До двох чи більше рас належало 4,1 %. Частка іспаномовних становила 61,3 % від усіх жителів.
За віковим діапазоном населення розподілялося таким чином: 27,9 % — особи молодші 18 років, 57,3 % — особи у віці 18—64 років, 14,8 % — особи у віці 65 років та старші. Медіана віку мешканця становила 35,6 року. На 100 осіб жіночої статі у місті припадало 89,2 чоловіків;  на 100 жінок у віці від 18 років та старших — 82,7 чоловіків також старших 18 років.
Середній дохід на одне домашнє господарство  становив 43 103 долари США (медіана — 37 188), а середній дохід на одну сім'ю — 49 136 доларів (медіана — 48 200). За межею бідності перебувало 17,8 % осіб, у тому числі 25,0 % дітей у віці до 18 років та 23,9 % осіб у віці 65 років та старших.
Цивільне працевлаштоване населення становило 1823 особи. Основні галузі зайнятості: освіта, охорона здоров'я та соціальна допомога — 23,2 %, роздрібна торгівля — 13,1 %, мистецтво, розваги та відпочинок — 12,6 %.